# Leaving Las Vegas (canción)
Leaving Las Vegas —en español: «Dejando Las Vegas»— es una canción escrita por David Baerwald e interpretada por Sheryl Crow que aparece en el álbum debut de Crow Tuesday Night Music Club. Se ubicó entre los 60 primeros en los Estados Unidos y los 30 primeros en Canadá.  
Sheryl Crow interpretó la canción en su álbum en vivo "Sheryl Crow and Friends: Live from Central Park". Si bien la fecha de lanzamiento probablemente refleja su disponibilidad física como un sencillo o una fecha oficial vinculada a la promoción de radio, "Leaving Las Vegas" estaba en rotación regular en estaciones de radio tan influyentes como KIIS-FM en Los Ángeles desde mediados de mayo de 1994. - una señal temprana de que Crow haría incursiones en la radio Top 40 en un momento de transición significativa para el formato de radio. 

## Título
El título de la canción se basó en la novela semiautobiográfica de 1990 del mismo nombre del fallecido John O'Brien, que era un buen amigo de uno de los escritores de la canción, David Baerwald. Sin embargo, en una actuación en el Late Show with David Letterman, Sheryl Crow declaró que la canción era "autobiográfica". Esto enfureció a Baerwald y al resto del Tuesday Night Music Club original que ayudó a escribir la mayor parte del álbum. Aunque el suicidio de O'Brien ocurrió poco después de este incidente, su familia se adelantó para afirmar que no había conexión.

## Recepción en la crítica
Larry Flick de Billboard escribió: "Es hora de que Crow, venerada por la crítica, finalmente obtenga un momento de fama en la radio. Un punto brillante en ella "Tuesday Night Music Club" es una mezcla estimulante de rasgueo acústico y percusión. La voz de Crow es cruda e increíblemente expresiva, lo que ayuda a que las letras cinematográficas de la canción tengan el poderoso impacto que tienen". Un crítico de Music & Media comentó: "Sra. Crow no cree en el tributo de Elvis a la capital del showbizz, y sale de la ciudad con un sintetizador aventurero y funky línea de bajo que muchos cantantes / compositores no se atreverían a pensar".

## Video musical
La canción fue acompañada por el primer video promocional de Crow. Fue dirigida por David Hogan, quien también grabó su video para " All I Wanna Do". El video de 1993 muestra a Crow interpretando la canción con su guitarra en la oscuridad, con solo algunas partes de su rostro iluminadas. Otras escenas incluyen imágenes famosas de Las Vegas, como bailarines y Elvis Presley caminando por una autopista, "dejando de Las Vegas" y Peter Berg conduciendo con Crow en el asiento del pasajero de su convertible. El video usa una versión editada de la canción.

## Lista de canciones
Casete (Reino Unido)
1. "Leaving Las Vegas"
2. "Leaving Las Vegas" – Live in Nashville

CD 1 (Reino Unido)
1. "Leaving Las Vegas"
2. "I Shall Believe" – Live at the Borderline
3. "What I Can Do for You" – Live at the Borderline

CD 2 (Reino Unido)
1. "Leaving Las Vegas" – Live in Nashville
2. "No One Said It Would Be Easy" – Live in Nashville
3. "The Na-Na Song" – Live in Nashville

## Listas
| Lista (1994)                         | Posición |
| ------------------------------------ | -------- |
| Reino Unido (UK Singles Chart)       | 66       |
| Estados Unidos (Billboard Hot 100)   | 60       |
| Estados Unidos (Alternative Airplay) | 8        |
| Estados Unidos (Mainstream Top 40)   | 31       |